# Sphaerostephanos polisianus
Sphaerostephanos polisianus är en kärrbräkenväxtart som beskrevs av Holtt. Sphaerostephanos polisianus ingår i släktet Sphaerostephanos och familjen Thelypteridaceae. Inga underarter finns listade.